# ヘルシリア (小惑星)
ヘルシリア (206 Hersilia) は、小惑星帯に位置する、とても大くて暗い小惑星の一つである。原始的で炭素に富んでおり、C型小惑星に分類される。
1879年10月13日にアメリカ合衆国の天文学者、クリスチャン・H・F・ピーターズによりニューヨーク州クリントンで発見された。
古代ローマ（王政ローマ）を建国したロムルスの妻ヘルシリアにちなんで命名された。